# 179
Cette page concerne l'année 179  du calendrier julien. Pour l'année 179 av. J.-C., voir 179 av. J.-C. Pour le nombre 179, voir 179 (nombre).
L'année 179 est une année commune qui commence un jeudi.

## Événements
- Été, deuxième guerre germanique : victoire du préfet du prétoire Tarrutienus Paternus. Marc Aurèle est acclamé Imperator pour la dixième fois[1].
- Hiver 179/180 : les troupes romaines occupent le territoire des Quades et des Marcomans, fait attesté par deux inscriptions de Valerius Maximianus, la plus au nord sur la rivière Váh, à Leugaricio (Trenčín, en Slovaquie). Selon certaines sources, dont l'Histoire Auguste, Marc Aurèle aurait décidé la formation de deux nouvelles provinces, la Marcomanie, à l’ouest, la Sarmatie à l’est, qui incorporent la Bohême et poussent la frontière de l’empire aux Carpates. Emporté par la maladie (la peste antonine ?) en 180, il ne peut mettre ses projets à exécution, si toutefois ils existèrent réellement[2].

- Fondation du camp romain de Castra Regina, future Ratisbonne, au confluent du Danube et de la rivière Regen[3].
- Le pape Éleuthère aurait envoyé les missionnaires Fugacius et Damien en Grande-Bretagne à l'appel du chef breton Lucius[4].
- Début du règne du roi Abgar IX d'Osroène. Il favorise le christianisme[5].

## Naissances en 179
- Sima Yi, stratège chinois.

## Décès en 179
- Marcel de Chalon, martyrisé par les Romains a Chalon-sur-Saône[6] et de Valérien, son parent, martyrisé à Tournus.